# Urbanustoren
De Urbanustoren (Slowaaks: Urbanova veža) in Košice is de klokkentoren van de Sint-Elizabethkathedraal aldaar. Hij is gewijd aan paus Urbanus I, de patroonheilige van de wijnbouwers.
De toren bevindt zich aan de Hlavná ulica (vertaald: Hoofdstraat), op enkele meters afstand van de domkerk. Hij is samen met deze kerk en met de Sint-Michielskapel sedert 1970 geklasseerd als nationaal cultureel erfgoed.

## Geschiedenis en beschrijving

### 14e eeuw
Het bouwwerk werd op het einde van de 14e eeuw (kort voor de overgang naar de 15e eeuw) opgetrokken in de gotische stijl. 

### 16e eeuw
In 1556 trof een grote brand de stad Košice. Het vuur raakte zowel de kathedraal als de toren met als gevolg dat de klokken smolten. Het metaal van de beschadigde elementen werd het jaar nadien gebruikt om een nieuwe, gigantische bel van 5 ton te gieten, gewijd aan paus Urbanus I. Deze verwezenlijking was het oeuvre van klokkengieter František Illenfeld uit Olomouc.

### 17e eeuw
In 1628 deed bouwmeester Martin Lindtner uit Prešov aanpassingen in de renaissancestijl. Een marmeren gedenkplaat boven de ingang herinnert aan deze transformatie.
Op de gedenksteen onderscheidt men drie delen:
- boven: een latijnse tekst
- midden: het stadswapen
- onder: een latijnse tekst.

De bovenste inscriptie vermeldt de namen van de burgemeester en raadsleden uit die tijd:
« IVD: STEPH: ALMASY // IOAN. LANGH. VALE: KONCZIK. WENCES: SWERTHEL // AND: DEMEK. NICO: KECZECY MICHA: WAS. // GRE: MISKOLCZI. GEOR: RVFFER. PET: MOLNAR: // GEOR. FRAIDENBERGER: IOAN: DEBRECZENY: FRAN: TRAGANER ».
De grafstenen van Joan Langh en Václav Schwerthel, die in deze inscriptie worden genoemd, bevinden zich thans tegen de noordelijke muur van de Sint-Michielskapel.
De tekst onderaan is gedeeltelijk vergaan, maar er zijn nog flarden leesbaar:
« ... // TV... // AVTHORES, FLEXO L... // NAMQ3 SENATORVM, CL... // CLARVS // QVEM PENES IMPERIVM TVNC FVI... // NVLLA SVPERSTITIO MEA FORS... AE... // FATIGET // SED VERVS VERAE RELLIGIONIS AMOR // O BENEDICTA TRIAS TANT... FAC, DOGMATA // PLAVSV // VT ...EA PER COELVM, VERBE...A SACRA TONENT ».

### 18e eeuw
Anno 1775 vonden wederom werkzaamheden plaats, toen een metalen kruis werd geplaatst op de piramidevormige spits.

### 19e eeuw
Aan het begin van de 19e eeuw construeerde men een dak in empirestijl. Op de begane grond, rondom de basis, doken winkeltjes op. 

### 20e eeuw

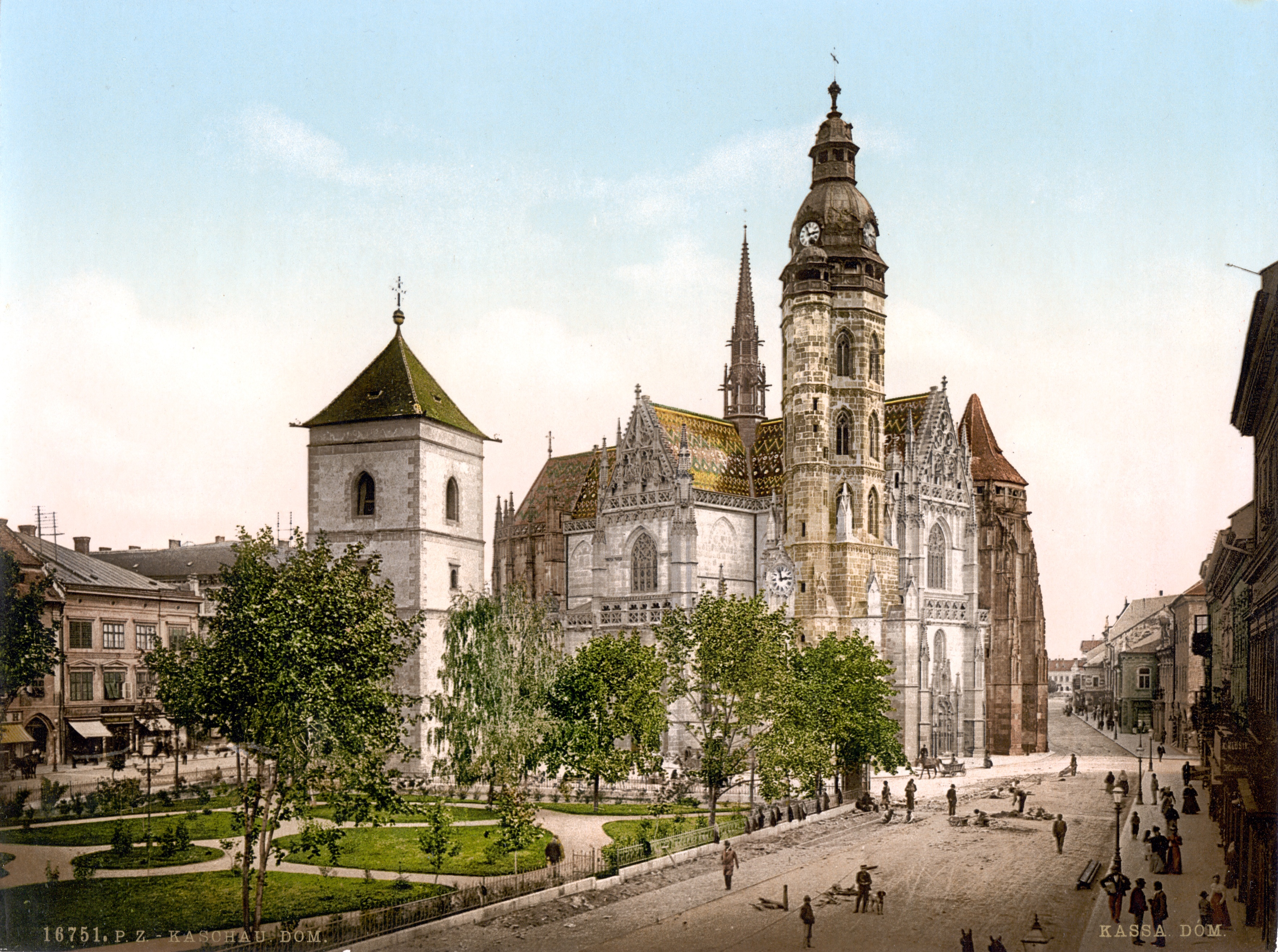
De Urbanustoren en de Sint-Elisabethkathedraal omstreeks 1900.

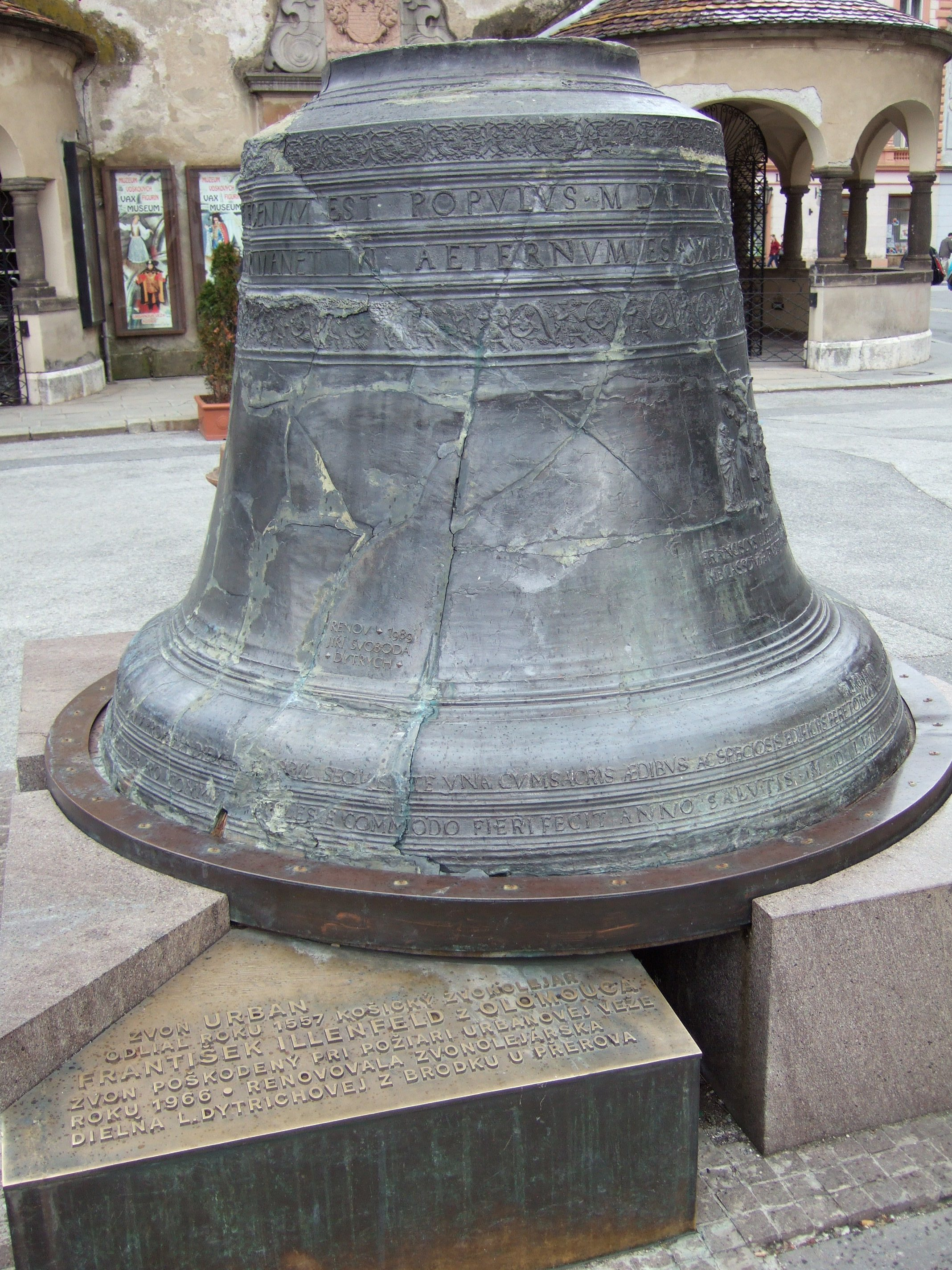
De in 1966 gebarste klok is op het plein voor de toren te bezichtigen.

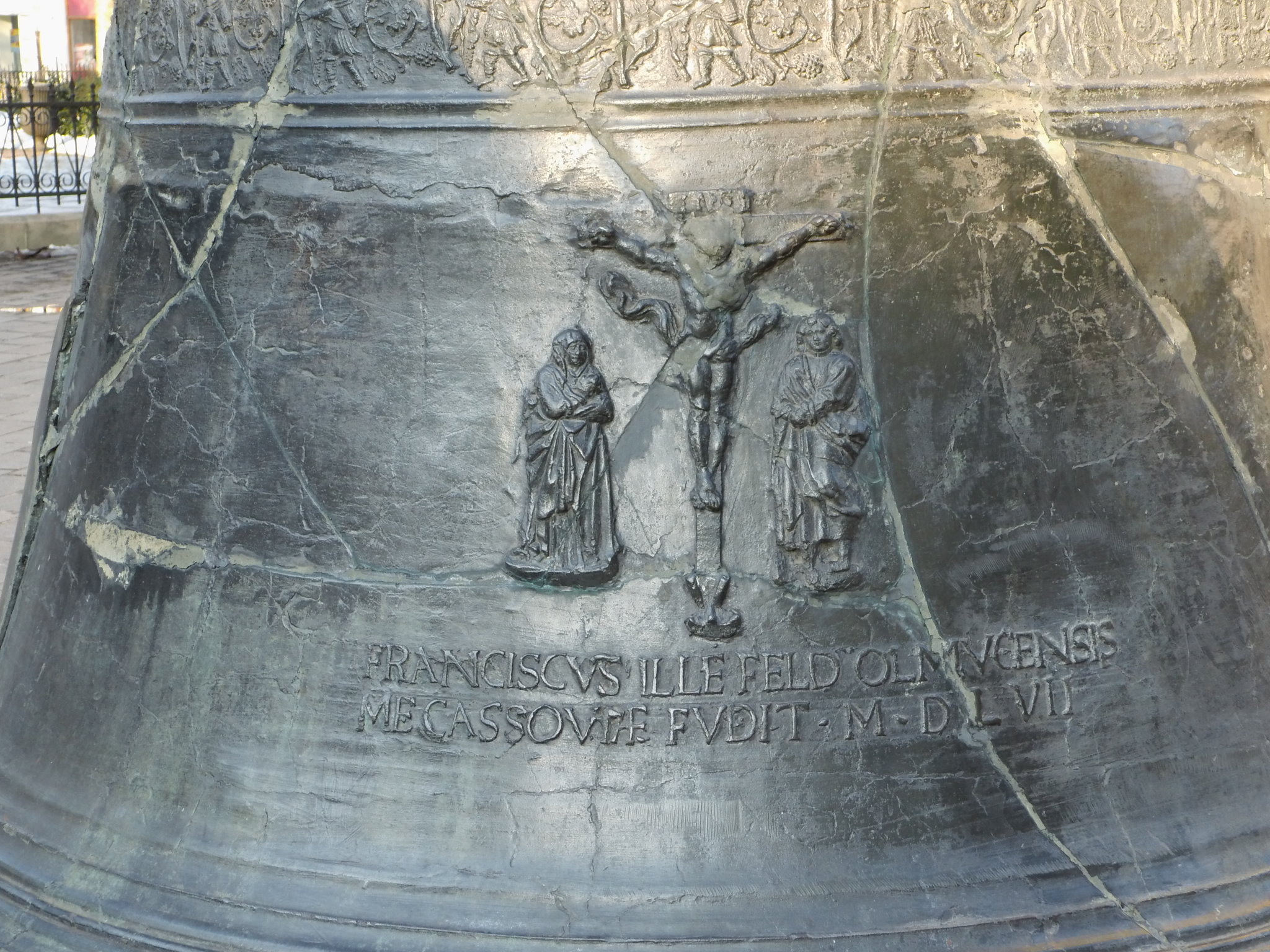
« FRANCISCVS ILLEFELD OLMVCENSIS
ME CASSOVIAE FVDIT M DLVII »
« FRANTIŠEK ILLEFELD UIT OLOMOUC
SCHONK MIJ AAN KOŠICE IN 1557 ».

De kraampjes en winkeltjes bleven zowat een eeuw, tot 1911-1912: toen ze werden vervangen door een portiek. Gelijktijdig werden 36 oude grafstenen (afkomstig uit de 14e en 15e eeuw, en één daterende uit de 4e eeuw) ingemetseld in de buitenmuren. De voltooiing van deze galerij gebeurde pas in 1943-1944.
In 1966 werd het bouwwerk nogmaals getroffen door een brand, waardoor de grote Urbanus-klok uit 1556 barstte en het dak beschadigd werd.
Tussen 1967 en 1971 werd het gebouw identiek aan zijn vorige toestand hersteld.
Vanaf 1977 richtte men de toren in als tentoonstellingsruimte ten behoeve van het Museum van Oost-Slowakije.
In 1994 werd het bouwwerk teruggeschonken aan de oorspronkelijke eigenaar: het rooms-katholieke aartsbisdom Košice. 
In afwachting van een aangepaste bestemming werd de toren verhuurd. Vooreerst was er een bar gevestigd, en nadien, vanaf 2004, een wassenbeeldenmuseum betreffende de 
geschiedenis van Košice evenals een klein kunstkabinet, gewijd aan kardinaal Jozef Tomko.
De fragmenten van de in 1966 gebarste Urbanusklok werden weer in elkaar gezet en zijn sedert 1989 op het Hoofdplein (Slowaaks: Hlavné námestie), voor de toren, te bezichtigen. 
Een functionerende copie van de beschadigde klok werd in dat jaar geschonken en in de toren geplaatst, door arbeiders van de Oost-Slowaakse metaalfabriek "Východoslovenské železiarní" (thans VSŽ Steel Works Košice).
Op de originele bel zijn drie regels in latijn leesbaar, maar sommige letters zijn doorgestreept.
- 1e lijn: « OMNIS CARO FOENVM ET OMNIS GLORIA EVIS QVASI (F)LOS AGRI VERE FOENVM EST POPVLUS . MDLVI // ES (D)IXI EXICCATVM EST FOENVM . ET CECIDIT FLOS . VERBVM AVTEM DEI NOSTRI MANET IN AETERNVM ».
- 2e lijn: « FRANCISCVS ILLEFELD OLMVCENSIS // ME CASSOVIAE FVDIT M DLVII ».
Vertaling: « FRANTIŠEK ILLEFELD UIT OLOMOUC // SCHONK MIJ AAN KOŠICE IN 1557 ».
- 3e lijn: « ANO CHRI M D LVI QVO COMETAE DVO VISI AC REBELLIVM ALIQVOT REGNI PROCER CONTRA MA REG INVALESCEBAT CONSPIRATIO HAEC REGALIS VRBS CASSOVIA EX HORRIBILI ... FLATV PROXIMA DIEM ... APRIL SEQVENTE VNA CVM SACRIS AEDIBVS AC SPECIOSIS EDIFICIIS FERE TOTA CON:FLAGRAVIT // CVIVS CALAMITATIS VT E(T P)OSTERITATIS MONIMENTVM AGNOSCERET HOC OPVS EX FRAGMENTIS CAMPANARVM IGNE FVRENTE CONFRACTARVM INCLYTVS SENATVS IVDICI EMERICO P..TSCHNER PRO COMM(VNI) ECCLESIE COMMODO FIERI FECIT ANNO SALVTIS . M . D . LVII ».

De inscriptie op de eerste lijn is een uittreksel uit de bijbel (Jesaja 40: 6-8):

... OMNIS CARO FENUM, ET OMNIS GLORIA EIUS QUASI FLOS AGRI; 7 EXSICCATUM EST FENUM, ET CECIDIT FLOS, QUIA SPIRITUS DOMINI SUFFLAVIT IN EO. ECHT FENUM IS POPULUS. 8 EXSICCATUM EST FENUM, ET CECIDIT FLOS; VERBUM AUT DEI NOSTRI MANET IN AETERNUM.

Vertaling:

... ALLES DAT EEN LICHAAM HEEFT IS ALS GRAS, EN AL ZIJN PRACHT IS ALS DE BLOEMEN VAN HET VELD. 7 HET GRAS VERDORT EN DE BLOEMEN VALLEN, OMDAT DE ADEM DES HEREN EROVER BLAAST. WAARACHTIG, DE MENSEN ZIJN ALS GRAS. 8 HET GRAS VERDORT, DE BLOEM VERDORT, MAAR HET WOORD VAN GOD IS EEUWIG.

## Restauratie
Een restauratie van de toren werd in februari 2020 aangevangen en zal naar verwachting in februari 2021 voltooid zijn.
Ze wordt georganiseerd door de non-profitorganisatie Perly Gotickej cesty (vertaald: Parel van de gotische weg), die -ter ondersteuning van spirituele en culturele waarden- in 2004 werd opgericht door de stad Košice en de rooms-katholieke Sint-Elisabethparochie. De financiering gebeurt door het Europees Fonds en via het budget van de autonome regio Košice.